# Joaquim José Gião
Joaquim José Gião ComNSC (Borba, 22 de Março de 1849 - ?), 1.º Visconde de Gião, foi um político português.

## Família
Filho de António Joaquim Gião e de sua mulher Ana Joaquina Rosado Curvo.

## Biografia
Militou desde muito novo no Partido Reformista e, após o entendimento partidário conhecido por Pacto da Granja, no Partido Progressista. Foi Procurador à Junta Geral do Distrito de Évora, Presidente da Comissão Distrital, Vice-Presidente da Junta Geral e Presidente da Câmara Municipal de Borba. Era Comendador da Ordem de Nossa Senhora da Conceição de Vila Viçosa.
O título de 1.º Visconde de Gião foi-lhe concedido por Decreto de D. Carlos I de Portugal de 18 de Maio de 1891.

## Casamento e descendência
Casou a 28 de Setembro de 1876 com sua prima Maria do Carmo Tenreiro de Campos (1850 - ?), filha de Joaquim José de Campos, grande Proprietário, e de sua mulher Maria Carolina Tenreiro, com geração.